# Люблю ли тебя?
«Люблю ли тебя?» (другое название — «Комедия брака») — советский комедийный художественный фильм, снятый режиссёром Сергеем Герасимовым по собственному сценарию в 1934 году на студии Ленфильм.
Премьера состоялась 19 апреля 1934 года.
Фильм не сохранился.

## Сюжет
Фильм повествует о жизни и быте советских студентов, недавно ставших молодыми супругами.
Молодые супруги Наташа и Сергей недолго были счастливы. Первая ссора случилась из-за жареной рыбы, поставленной Наташей на дипломный чертёж Сергея. Далее последовали другие ссоры. 
Однажды Наташа ушла из дома и переночевала у одного из друзей. Наташа изменила мужу. Успешно защитив диплом, Сергей один уехал на Кавказ. 
Наташа поняла, что была не права. После защиты диплома она послала продолжающему любить её Сергею телеграмму о своём приезде.

## В ролях
- Тамара Макарова — Наталья, молодая жена
- Владимир Марьев — Сергей, молодой муж
- Нина Шатерникова — Верка
- Константин Назаренко — Костя, аспирант
- Олег Жаков — студент Сеня
- Михаил Ростовцев — профессор
- Елена Дейнеко — мадам Ляля Тушканчик
- Иван Кузнецов — Николка
- Николай Черкасов — студент
- Степан Каюков — господин Тушканчик по прозвищу «Шестью восемь-сорок восемь»
- Леонид Кмит — эпизод
- Степан Крылов — эпизод
- Василий Чумаченко — эпизод
- Пётр Алейников — эпизод
- Валентина Телегина — эпизод
- Борис Феодосьев — командир (нет в титрах)
- Александра Матвеева — регистратор (нет в титрах)

## Критика
Вскоре после выхода на экран киновед Николай Иезуитов назвал картину пошлой и некультурной.
В дальнейшем оценки фильма стали более положительными. В частности, Семён Фрейлих назвал картину ценной.